# ONE Friday Fights 7
ONE Friday Fights 7: Rambolek vs. Teeradech (también conocido como ONE Lumpinee 7) fue un evento de deportes de combate producido por ONE Championship llevado a cabo el 3 de marzo de 2023, en el Lumpinee Boxing Stadium en Bangkok, Tailandia.

## Historia
Una pelea de muay thai de peso pactado entre Rambolek Chor.Atcharaboon y Teeradech Chor.Hapayak encabezó el evento.

## Bonificaciones
Los siguientes peleadores recibieron bonos de ฿350.000.
- Actuación de la Noche: Rambolek Chor.Atcharaboon, Samingdam Chor.Ajalaboon y Lisa Brierley